# 松岡みち子
松岡 みち子（まつおか みちこ、1953年（昭和28年）7月4日 - ）は、日本の現代音楽作曲家。元香川大学特命准教授。鳴門教育大学嘱託講師。大阪府立桜塚高等学校、東京藝術大学音楽学部卒業。東京都杉並区出身。徳島県徳島市在住。
夫は鳴門教育大学名誉教授、徳島文理大学教授で作曲家の松岡貴史。長男は東京藝術大学演奏芸術センター准教授で作曲家、編曲家の松岡あさひ。

## 経歴
1953年、東京都杉並区生まれ。大阪府立桜塚高等学校を卒業。
1979年、東京藝術大学音楽学部作曲科を卒業。これまでに作曲を長谷川良夫、南弘明、北村昭、甲斐説宗、近藤圭、ギュンター・ベッカーに師事。同年、東京藝術大学音楽学部作曲科非常勤講師（作曲科研究室助手）に就任。
1981年よりドイツ、デュッセルドルフ音楽大学に留学。1986年に帰国し、同年には第30回徳島県芸術祭最優秀賞（松岡貴史&みち子作品展）を受賞。2002年には第7回東京国際室内楽作曲コンクールで第3位に入賞し、第14回奏楽堂歌曲作曲コンクールで入選する。
これまでに香川大学特命准教授、徳島文理大学音楽学部非常勤講師、徳島県立名西高等学校非常勤講師、鳴門教育大学嘱託講師などを歴任。

## 主要作品
- 《弦楽四重奏曲》
- オーケストラのための《GREEN》-夏の日の飯豊連峰によせて-（3管編成オーケストラ）
- 《土くれのうた》（アルト、ピアノ）
- 《早春譜》オーケストラのために（2管編成オーケストラ）
- 弦楽合奏とピアノのための《FANTASY》（ピアノコンチェルト）
- 《Invention》（ヴァイオリンソロ）
- 《Winter》（打楽器アンサンブル、チエンバロ、ハープ、ギター）
- 《遭遇》 打楽器と尺八と琴のための （打楽器、尺八、琴）
- 《青い空のむこうに》（フルート、ヴァイオリン、ピアノ）
- ユーフォニアムと打楽器のための《AURA》（ユーフォニアム、打楽器）
- 《しあわせのリボン》（女声合唱、ピアノ）
- 《砂に残った足あと》（トランペット、ソプラノ、ピアノ）
- 《Conversation  A+B=∞》　(打楽器)
- 《天水》(ゼフィロス、鉦、キーボード)
- ソプラノのための5つのうた《秋が触っていったから》（ソプラノ、ピアノ）
- 《智恵子抄》(全10曲) （ソプラノ、ピアノ）
- 《KA-MI-E》 （ヴァイオリンソロ）
- 《A-UN 》 (2台ピアノ)（松岡貴史との合作）
- 《金子みすゞの詩による女声合唱曲集》（女声合唱、ピアノ）
- 《てがみ》（2フルート、ピアノ）

## 受賞歴
- 1988年 - 第30回徳島県芸術祭最優秀賞（松岡貴史&みち子作品展）
- 2002年 - 第7回東京国際室内楽作曲コンクール第3位
- 2002年 - 第14回奏楽堂歌曲作曲コンクール入選